# Miss My Love
A Miss My Love című dal az amerikai Gwen Guthrie 1990-ben megjelent kislemeze a Hot Times című stúdióalbumról. A dal a Billboard dance kislemezlistáján a 27. helyezést érte el.[forrás?]

## Megjelenések
CD Single  Reprise Records – PRO-CD-4332
1. Miss My Love Edit	3:59
2. Miss My Love Album Version 5:16

## Slágerlista
| 1990 | Miss My Love | - | - | 27 |